# Алдан (река)
Река Алдан је друга по величини река која утиче у реку Лену у источном Сибиру. Алдан је дугачак 2273 km, а од тога 1600 km је пловно. Површина слива износи 729.000 km² Извире на северним странама Становојског горја, а у Лену се улива као њена десна притока 160 km низводно од града Јакутска. Залеђена је од краја октобра до маја. Пловна је од ушћа до пристаништа Томот.
Главне реке које се уливају у Алдан су Амга и Маја. У подручју горњег тока Алдана богата су налазишта магнетита и злата, а на доњем току каменог угља (Ленски басен).

## Етимологија
Раније се ширила верзија о поријеклу од турско-монголске речи altan, altyn у значењу „злато“, затим се појавила хипотеза о поријеклу хидронима Aldan(у варијанти Allan) од Тунгуског oldo, ollo — „риба".Друго објашњење je да је алдан обални прољетни лед.